# Metropolia di Filippopoli

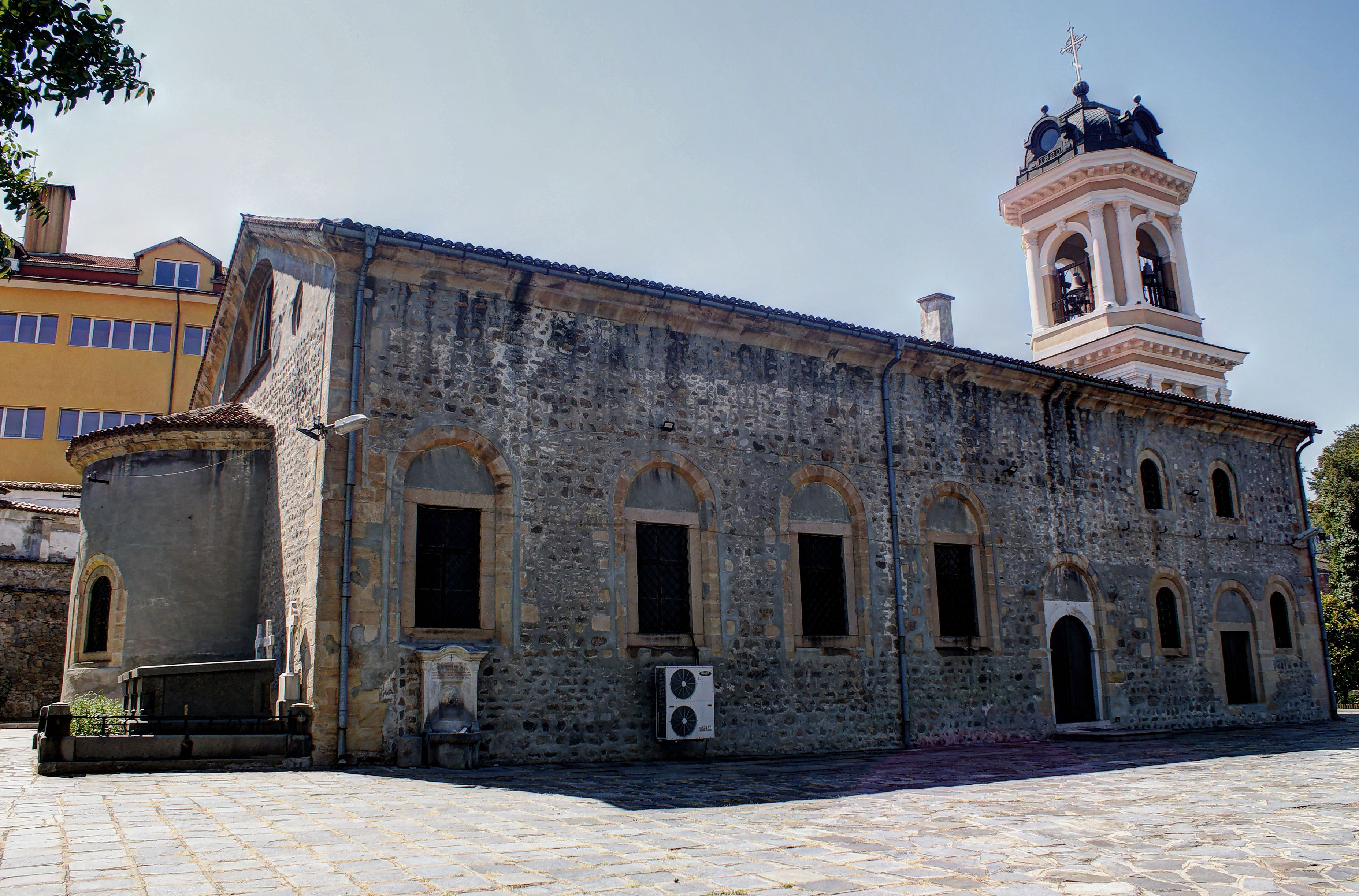
La cattedrale della Dormizione di Filippopoli.

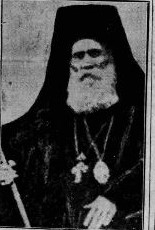
L'ultimo metropolita di Filippopoli, Beniamino, che fu patriarca ecumenico di Costantinopoli dal 1936 al 1946.

La metropolia di Filippopoli (in greco Ιερά Μητρόπολις Φιλιππουπόλεως?, Iera Mitropolis Philippoupόleos) è una sede soppressa del patriarcato di Costantinopoli.

## Storia
Filippopoli di Tracia, corrispondente alla città di Plovdiv in Bulgaria, è l'antica sede metropolitana della provincia romana di Tracia nella diocesi civile omonima e nel Patriarcato di Costantinopoli.
Secondo la tradizione greca, primo vescovo della città fu Erma, discepolo di san Paolo, menzionato nella lettera ai Romani (16,14).
Filippopoli fu sede nel 344 di una riunione di vescovi dissidenti che, abbandonato il concilio di Sardica, si riunirono per sottoscrivere un documento dai contenuti ariani e nel quale lanciarono la scomunica contro Atanasio di Alessandria, Asclepa di Gaza ed altri vescovi ortodossi. A questa riunione prese parte il primo vescovo noto di Filippopoli, Eutichio.
Seguono i vescovi Brisone e Silvano, menzionati nella Historia ecclesiastica di Socrate Scolastico nella prima metà del V secolo. Francione fu tra i padri del concilio di Calcedonia del 451. Valentino sottoscrisse nel 458 la lettera dei vescovi della Tracia all'imperatore Leone dopo la morte di Proterio di Alessandria.
Non sono più noti vescovi fino al X secolo, quando appare il vescovo Niceforo, destinatario di una lettera di un suo maestro; e poi due vescovi documentati dai rispettivi sigilli episcopali, entrambi vissuti tra X e XI secolo.
Nelle Notitiae Episcopatuum del patriarcato, la sede metropolitana è ininterrottamente documentata fino al XIII secolo.
La cosiddette Notitia Episcopatuum dello pseudo-Epifanio, composta durante il regno dell'imperatore Eraclio I (circa 640), attribuisce a Filippopoli tre diocesi suffraganee: Dioclezianopoli, Sebastopoli e Diospoli.
La Notitia Episcopatuum attribuita all'imperatore Leone VI (886-912) riconosce a Filippopoli dieci diocesi suffraganee, ma nell'elenco non appaiono le sedi menzionate tre secoli prima dallo pseudo-Epifanio. Questi cambiamenti sono dovuti al fatto che nella seconda metà del VII secolo la regione fu occupata dai Bulgari, inizialmente pagani, che sconvolsero l'organizzazione ecclesiastica bizantina. Dopo la loro conversione furono erette altre diocesi, così nominate dalla Notitia di Leone: Agathonikia, Lititza, Scoutarion, Leucé, Bleptos, Dramitza, Joannitza, Constantia, Belikia e Boukouba.
Nell'Ottocento si sviluppò un forte movimento nazionalistico bulgaro, che portò a uno scisma e alla divisione della metropolia in due sedi episcopali distinte. Infatti, nel 1861 il metropolita Paisio smise di commemorare il patriarca ecumenico e annunciò di aderire al movimento indipendentista bulgaro; il 25 febbraio 1861 fu deposto e fu eletto un nuovo metropolita, Panareto. Paisio continuò a svolgere le sue funzioni di metropolita; nell'aprile 1861 il patriarcato ottenne dal governo ottomano il suo esilio, ma di fatto, dopo l'istituzione dell'Esarcato bulgaro, rimase fino alla sua morte metropolita di Filippopoli, sede distinta da quella dipendente dal patriarcato.
Anche il metropolita patriarcale Panareto si schierò dalla parte dei bulgari nel 1868 e partecipò alle iniziative che portarono all'istituzione dell'esarcato bulgaro. Il 15 gennaio 1872 il Santo Sinodo del patriarcato ecumenico lo depose, il 19 gennaio elesse il suo successore e il 13 maggio 1872 lo scomunicò. Il 20 giugno 1872 l'esarcato bulgaro lo elesse metropolita di Filippopoli, successore di Paisio.
Due metropoliti di Filippopoli, uno patriarcale e l'altro esarchiale, continuarono a coesistere fino al 21 luglio 1925, quando Beniamino fu trasferito alla metropolia di Nicea e il patriarcato non elesse il suo successore. Questa decisione pose fine alla metropolia patriarcale di Filippopoli.

## Cronotassi

### Epoca romana e bizantina
- Sant'Erma † (I secolo)[10]
- Eutichio † (menzionato nel 344)[10]
- Brisone † (prima del 400 - dopo il 405)[10]
- Silvano † (? nominato vescovo di Troade)[10]
- Francione † (menzionato nel 451)[10]
- Valentino † (menzionato nel 458)[10][11]
- Niceforo † (menzionato nella prima metà del X secolo)[12]
- Giovanni † (X-XI secolo)[13]
- Teognosto † (X/XI secolo)[14]
- Anonimo † (X/XI secolo)[15]
- Costantino † (XI secolo)[16]
- Simeone † (prima del 1029 - dopo il 1032)[17]
- Lazzaro † (? - 1034 esiliato)[18]
- Lazzaro † (circa 1042 - dopo il 1046 esiliato)[18] (per la seconda volta)
- Anonimo † (menzionato nel 1086)[19]
- Anonimo † (menzionato nel 1089)[20]
- Basilio † (menzionato nel 1092)[21][22]
- Noé † (prima metà del XII secolo)[23]
- Anonimo † (menzionato nel 1115)[24]
- Michele Italico †  (dopo il 1143 - prima di maggio 1157 deceduto)[25]
- Teodoro † (menzionato a maggio 1157)[25][26]
- Basilio † (prima del 1166 - dopo il 1170)[27]
- Megisto † (menzionato nel 1185)[28]
- Costantino † (menzionato nel 1192)[28]
- Eufemiano † (menzionato nel 1193)[28]
- Anonimo † (menzionato nel 1205)[28]
- Giorgio † (menzionato nel 1272)[29]
- Ignazio † (? - circa 1276/77 eletto patriarca di Tirnovo)[30]
- Gerasimo † (prima del 1285 - dopo il 1298)[29][31]
- Giovanni † (menzionato nel 1322)[32]
- Massimo † (1322 - 1329)[33]

### Epoca ottomana
- Damiano † (menzionato nel 1386)[34]
- Arsenio † (XV secolo)[35]
- Ioasaf † (menzionato nel 1452)[36]
- Dionisio † (circa 1453/1456 - fine del 1466 eletto patriarca di Costantinopoli)[37]
- Gennadio † (menzionato nel 1474)[38]
- Ioasaf † (menzionato nel 1494)[39]
- Arsenio † (menzionato nel 1500 circa)[40]
- Callisto † (prima del 1511[40] - 11 ottobre 1513 deceduto[41])
- Gerasimo † (menzionato nel 1528)[42]
- Teodosio † (menzionato nel 1541)[40]
- Gennadio † (menzionato nel 1546)[40]
- Arsenio † (prima del 1561 - dopo gennaio 1565)[43]
- Teolepto † (prima del 1580 - 16 febbraio 1585 eletto patriarca di Costantinopoli)[43]
- Teofane † (circa marzo 1585 - dopo agosto 1590)[43]
- Daniele † (menzionato nel 1606)[43]
- Ioasaf † (prima di giugno 1608 - circa 1627 deceduto)[43]
- Melezio † (28 marzo 1627 - 27 giugno 1628 deposto)[43]
- Cristoforo † (27 giugno 1628 - dopo settembre 1636 deceduto)[43]
- Gabriele † (menzionato nel 1636)[43]
- Cirillo † (gennaio 1637 - seconda metà del 1639 eletto patriarca di Costantinopoli)[43]
- Gabriele † (1639 - 1673 deceduto)[43] (per la seconda volta)
- Dionisio † (1673 - giugno 1676)[43]
- Cirillo † (1676 - 1679 eletto metropolia di Sofia)[43]
- Dionisio † (2 agosto 1679 - ?)[43]
- Nettario † (prima del 1682 - 1688 deposto)[43]
- Damasceno † (1688 - 1697)[43]
- Neofito † (7 gennaio 1698 - 8 aprile 1711 dimesso)[43]
- Callinico † (8 aprile 1711 - agosto/ottobre 1718 eletto metropolita di Eraclea)[43]
- Teocleto Tiganitis † (ottobre 1718 - dicembre 1727 dimesso)[43]
- Metrofane † (1727 - 1728 deceduto)[44]
- Teocleto Tiganitis † (1729 - 1734 dimesso)[43] (per la seconda volta)
- Serafino † (8 ottobre 1746 - 22 luglio 1757 eletto patriarca di Costantinopoli)[43]
- Aussenzio † (luglio 1757 - 1º aprile 1765 deceduto)[43]
- Samuele † (aprile 1765 - febbraio 1780 eletto metropolita di Efeso)[43]
- Cirillo † (febbraio 1780 - marzo 1808 deceduto)[43]
- Eugenio Karavias † (marzo 1808 - giugno 1808 dimesso)[43][45]
- Ioasaf Kalogeras † (giugno 1808 - marzo 1809 deposto)[43][46]
- Gioannizio † (marzo 1809 - 15 marzo 1818 eletto metropolita di Selimbria)[43]
- Paisio † (15 marzo 1818 - 1821 deceduto)[43]
- Samuele † (gennaio 1822 - 24 settembre 1824 dimesso)[43][47]
- Niceforo Kantanadakis † (24 settembre 1824 - 24 agosto 1850 deceduto)[43]
- Crisante † (24 agosto 1850 - 15 novembre 1857 eletto metropolita di Smirne)[43]
- Paisio Klinovios † (15 novembre 1857 - 25 febbraio 1861 deposto)[43]
- Panareto Misaikov † (25 febbraio 1861 - 19 gennaio 1872 deposto)[43]
- Neofito Papakonstandinou † (19 gennaio 1872 - 14 novembre 1880 eletto metropolita di Adrianopoli)[43]
- Gregorio Giannaris † (14 novembre 1880 - 29 dicembre 1884 eletto metropolita di Trebisonda)[43]
- Gioacchino Ethyvoulis † (29 dicembre 1884 - 19 dicembre 1889 eletto metropolita di Calcedonia)[43]
- Fozio Maniatis † (19 dicembre 1889 - 5 agosto 1910 eletto metropolita di Servia e Kozani)[43]
- Smaragdo Chatiziefstathiou † (5 agosto 1910 - 21 giugno 1912 eletto metropolita di Eliopoli)[43]
- Timoteo Lamnis † (21 giugno 1912 - 10 settembre 1913 eletto metropolita di Ganos e Chora)[43]
- Beniamino Kiriakou † (10 settembre 1913 - 21 luglio 1925 eletto metropolita di Nicea)[43]